# 7048 Шоссідон
7048 Шоссідон (7048 Chaussidon) — астероїд головного поясу, відкритий 2 березня 1981 року.
Тіссеранів параметр щодо Юпітера — 3,283.